# Сахново (Псковский район)
Сахново — деревня в Карамышевской волости Псковского района Псковской области России.
Расположена в 10 км к востоку от села Карамышево и в 47 км к востоку от центра города Пскова.
Численность населения деревни по состоянию на 2000 год составляла 9 человек.
До 3 июня 2010 года деревня входила в состав ныне упразднённой Выставской волости.